# Sarkar
Sarkar (hindi सरकार, urdu سرکار, tłumaczenie: Rząd, władca) to bollywoodzki film z 2005 roku wyreżyserowany przez Ram Gopal Varma, nagrodzonego Nagrodą Filmfare za Satya 1998, nominowanego za filmy Jungle 2000,Company 2002, Bhoot 2003. W rolach głównych ojca i syna Amitabh Bachchan i Abhishek Bachchan. Film nawiązuje do hollywoodzkiego filmu Ojciec chrzestny (film).
W 2008 wyprodukowano sequel Sarkar Raj z Abhishek Bachchan w głównej roli, który nie opiera się już na historii hollywoodzkiego filmu Ojciec chrzestny II.

## Fabuła
Subhash Nagare (Amitabh Bachchan) żyje w Bombaju ze swoją żoną Pushpą (Supriya Pathak). Mieszka w pałacu, traktowany przez ludzi wokół siebie jak król. Tam, gdzie sprawiedliwość zawodzi (np. z powodu korupcji policji), on wymierza swoją sprawiedliwość. Skutecznie i brutalnie. Oko za oko, ząb za ząb. Rządzi jak udzielny władca, stąd nazywają go Sarkarem. W domu Subhasha mieszka jego syn Vishnu (Kay Kay Menon), z żoną Amritą i synkiem. Wybuchowy, przekonany, że wszystko mu się należy, sięga zawsze po to, czego zapragnie. W świecie odgrywa rolę producenta bollywoodzkich filmów, ale rzeczywistą jego "pracą" jest uganianie się za gwiazdkami filmowymi. Subhash czuje się rozczarowany synem, jego zaniedbywaniem rodziny, jego romansami, jego brakiem kontroli, jego naciskami na ojca, aby posiadaną władzę wykorzystywać bardziej dla swojej korzyści. Dla Sarkara jego władza oznacza odpowiedzialność za ludzi, którzy szukają u niego pomocy, opiekowanie się nimi, chronienie ich. Vishnu nie rozumie ojca. Chciałby władzy tylko dla siebie. Chciwie, zachłannie, egoistycznie chciałby budować królestwo siebie. Układ w domu zmienia się, gdy z USA wraca drugi syn, Shankar (Abhishek Bachchan). Spokojny, opanowany, spragniony mieszczańskiego życia u boku poznanej na studiach w Ameryce długonogiej wspaniale prezentującej się Pooji (Katrina Kaif). Shankar nie wie, ile bólu sprawił jego powrót z Pooją kochającej go od dziecka żyjącej w ich domu Avantice (Tanisha). Stęskniona, zakochana ukrywa przed Shankarem, co czuje.
Konflikt między Subhashem a jego synem osiąga apogeum, gdy ten zazdrosny o swoją bollywoodzką kochankę Sapnę na oczach kilku osób zabija zainteresowanego nią aktora. Wstrząśnięty, rozgniewany ojciec każe mu opuścić dom. Vishnu zostaje aresztowany i oskarżony o morderstwo. W tym samym czasie gangster z Dubaju rządzący bombajską mafią, proponuje Sarkarowi dwuznaczny moralnie interes. Gdy ten odrzuca propozycję, gangster ogłasza mu wojnę. Chce zmniejszyć jego wpływy w Bombaju. Chce zniszczyć jego samego. Ginie polityk Mohel (Anupam Kher). Podczas przesłuchania zabójca zeznaje, że zleceniodawcą zamachu był Subhash. Sarkar zostaje uwięziony. Opieka nad rodzina spada na barki młodszego syna Shankara. Jeśli zacznie rozwiązywać problemy sięgając po przemoc, straci Pooję i swoje marzenie o spokojnym życiu.

## Obsada
- Amitabh Bachchan – Subhash Nagare 'Sarkar'
- Abhishek Bachchan – Shankar Nagare – Nagroda Filmfare dla Najlepszego Aktora Drugoplanowego, Nagroda Zee Cine dla Najlepszego Aktora Drugoplanowego
- Kay Kay Menon – Vishnu Nagare
- Supriya Pathak – Pushpa Subhash Nagare
- Rukhsar – Amrita Vishnu Nagare
- Katrina Kaif – Pooja
- Tanisha – Avantika
- Anupam Kher – Motilal Khurana
- Srinivasa Rao Kota – Selva Mani
- Zakir Hussain – Rashid